# Stephanolepis hispidus
Espèce
Stephanolepis hispidus est une espèce de poissons de la famille Monacanthidae.

## Description

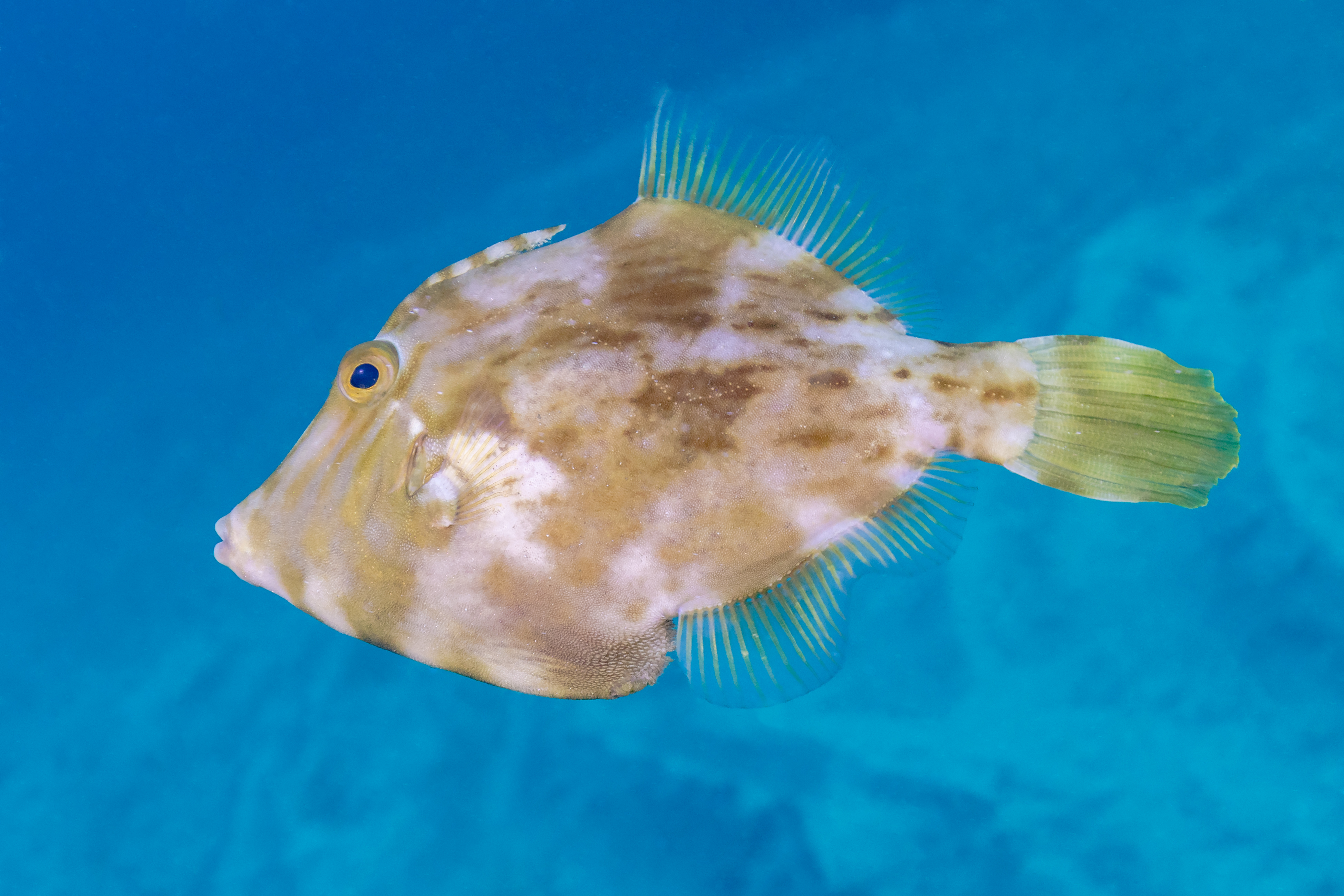
Stephanolepis hispidus au large de Tenerife, Espagne. Janvier 2022.

Il mesure environ 17 cm de long. Il vit 3 ans et atteint sa taille adulte à la fin de sa première année.